# Don't Let Me Be the Last to Know
»Don't Let Me Be the Last to Know« je pesem ameriške glasbenice Britney Spears. Pesem so napisali Robert Lange, Keith Scott in Shania Twain, produciral pa jo je samo Robert Lange, in sicer za njen drugi glasbeni album, Oops!... I Did It Again (2000). Pesem je izšla 17. januarja 2001 kot četrti in zadnji singl z albuma.
Teen-pop balada govori o ženski, ki si želi, da bi ji njen fant povedal, da jo potrebuje in ljubi.
Pesem »Don't Let Me Be the Last to Know« je s strani glasbenih kritikov prejemala v glavnem pozitivne ocene, nekateri so jo označili za sladko balado, kjer Britney Spears resnično razkaže sposobnost svojega vokala, drugi pa so opazili podobnosti s pesmijo »China Girl« (1983) Davida Bowieja in Iggyja Popa. Pesem »Don't Let Me Be the Last to Know« je uživala v velikem moderatnem uspehu, saj se je uvrstila na vrh romunske glasbene lestvice, ter zasedla eno izmed prvih desetih mest na lestvicah v Avstraliji, Evropi in Švici ter eno izmed prvih dvajsetih mest v večini evropskih državah. Kakorkoli že, pesem se ni uvrstila na ameriško lestvico, Billboard Hot 100, vendar je zasedla dvanajsto mesto na lestvici Billboard Bubbling Under Hot 100.
Videospot za pesem, ki ga je režiral Herb Ritts, je izšel 2. marca 2001. Prikazoval je Britney Spears in njenega fanta, ki ga je zaigral francoski fotomodel Brice Durand, med ljubezenskim prizorom, v katerim mu pevka govori tisto, kar si sama na tihem želi, da bi on govoril njej. Takratni fant Britney Spears, Justin Timberlake, naj bi bil jezen zaradi prizorov poljubljanja nje in francoskega fotomodela. Originalni videospot je mama Britney Spears, Lynne, označila za neprimernega, zaradi česar so določene dele videospota odstranili še preden je spomladi leta 2001 izšel. Videospot je takoj ob izidu postal največkrat predvajani videospot v MTV-jevi oddaji Total Request Live.

## Ozadje
Leta 1999 je Britney Spears pričela delati na svojem drugem glasbenem albumu, Oops!...I Did It Again (2000), na Švedskem in v Švici. Potem, ko se je srečala z Robertom Langeom v Švici, je začela snemati veliko pesmi, ki so kasneje izšle na albumu, vključno s pesmijo »Don't Let Me Be the Last to Know«. Potem, ko je končala s snemanjem pesmi, je v intervjuju z revijo Billboard razkrila, da »pri snemanju prvega albuma nisem razkazala svojega glasu. Pesmi so bile enkratne, vendar niso predstavljale velikega izziva. Ta pesem pa je enkratna. Ljudi bo presenetila na najboljši možni način.« Pesem »Don't Let Me Be the Last to Know« je napisal in produciral Robert Lange, ki je pri pisanju sodeloval še s Keithom Scottom in svojo takratno ženo, Shanio Twain. Britney Spears je vokale za pesem posnela med novembrom in decembrom 1999 v studiu Mutta Langea in Shanie Twain, La-Tour-de Peilz v Švici. Kasneje je Nigel Green posnel remix za pesem, sprogramirali pa so jo Cory Churko, Kevin Churko in Richard Meyer.
Med koncertom v živo na Havajih je Britney Spears trdila, da je pesem ena izmed njenih najljubših pesmi z albuma Oops!... I Did It Again. Pesem je označila tudi za »čisto in nežno« pesem. »Je enostavno ena izmed tistih pesmi, ki te pritegnejo. Zato mi je tako všeč, všeč pa mi je tudi petje,« je dejala. »Mislim, da so jo napisali posebej zame, saj je besedilo pesmi, če pozorno poslušate ... lažje se vživim v junakinjo, ker besedilo po mojem mnenju nekako govori o mladi ljubezni. Mislim, da Shania ne bi zapela tega, kar pojem jaz.« Pesem »Don't Let Me Be the Last to Know« je izšla 17. januarja 2001 kot zadnji singl z albuma.

## Sestava
Pesem »Don't Let Me Be the Last to Know« je teen pop balada, ki traja tri minute in petdeset sekund. Pesem je napisana v E-duru, vokali Britney Spears v njej pa se raztezajo čez eno oktavo, od F♯3 to D♯5. Besedilo pesmi govori o tem, kako si Britney Spears želi, da bi ji njen fant povedal, da jo potrebuje in jo ljubi. Novinar revije NME je pesem primerjal s pesmijo »China Girl« Davida Bowieja in Iggyja Popa, medtem ko je Stephanie McGrath iz revije Jam! menila, da je pesem »prikupen odmor od 'dojenčkastih dojenčkov', 'vzdihajočih vzdihov' in neprekinjenega zvoka bobnov, ki prežemajo ostale pesmi« z albuma Oops!... I Did It Again. David Veitch iz revije Calgary Sun je spremljevalne vokale pesmi primerjala »s prikupnimi staromodnimi pesmimi«.

## Sprejem kritikov
Pesmi »Don't Let Me Be the Last to Know« so glasbeni kritiki dodelili v glavnem pozitivne ocene. Stephen Thomas Erlewine s spletne strani Allmusic je pesem označil za »sladko sentimentalno balado« skupaj z ostalimi baladami z albuma Oops!... I Did It Again. Stephanie McGrath iz revije Jam! je pesem označila za »najboljši primer talenta Britney Spears«, medtem ko jo je novinar revije NME označil za »absolutno zastrašujočo«, še predtem pa jo je primerjal s pesmijo »China Girl« Davida Bowieja in Iggyja Popa. Tracy E. Hopkins iz revije Barnes and Noble je menila, da je pesem »izpopolnjena balada« in pohvalil Shanio Twain kot tekstopisko. Medtem, ko je leta 2011 pisala oceno turneje Femme Fatale Tour, je Jocelyn Vena iz MTV-ja singl skupaj s pesmijo »Toxic« označila za »pesem stare šole«. Tudi novinar revije Rhapsody je balade z albuma Oops!... I Did It Again, vključno s pesmijo »Don't Let Me Be the Last to Know«, označil za »popolno zgrajene balade«. Pesem je bila leta 2002 nominirana za nagrado Nickelodeon Kids' Choice Awards v kategoriji za »najboljšo pesem«.

## Dosežki na lestvicah
Pesem »Don't Let Me Be the Last to Know« se ni uvrstila na ameriško glasbeno lestvico, Billboard Hot 100, vendar je zaradi pogostega predvajanju na radiu zasedla dvanajsto mesto na lestvici Billboard Bubbling Under Hot 100. Britney Spears je s pesmijo izdala osmo pesem, ki je zasedla eno izmed prvih desetih mest na evropski lestvici, kjer je singl zasedel deveto mesto. Singl se je uvrstil na eno izmed prvih desetih mest tudi na lestvicah v Avstriji, Evropi in Švici. Pesem »Don't Let Me Be the Last to Know« je dosegla moderatni uspeh v Združenem kraljestvu, kjer je na državni lestvici 7. aprila 2001 zasedla dvanajsto mesto, tam pa je ostala osem tednov. V Romuniji je pesem uživala v velikem komercialnem uspehu, saj je na romunski glasbeni lestvici takoj ob izidu zasedla prvo mesto. Leta 2001 je zasedla tudi tretje mesto na romunski lestvici ob koncu leta. Singl je bil vključen tudi na drugi dodatni CD omejene izdaje albuma Oops!... I Did It Again.

## Videospot
Želela je posneti nekaj svežega. Imeli smo eno obleko, nobenega plesa in to je pomenilo, da je vse v njenih rokah. Res je morala zaigrati pesem in zelo me je navdušila. [...] To smo posneli zunaj Miamija na zasebni plaži. Zgradili smo zabavno barako na plaži. V videospotu Britney v glavnem hrepeni po tem, da bi slišala te besede. Kemija med njima je bila enkratna. Odlično sta se ujela.

— Herb Ritts govori o zgodbi in ustvarjanju videospota.
Videospot za pesem »Don't Let Me Be the Last to Know« je režiral ameriški fotograf Herb Ritts. Posneli so ga v Key Biscaneu v Miamiju, Florida, in sicer med 24. januarjem in 27. januarjem 2001. Fanta Britney Spears je zaigral francoski fotomodel Brice Durand. Njen takratni fant, Justin Timberlake, »naj bi bil jezen zaradi prizorov poljubljanja med Britney Spears in francoskim fotomodelom«, je povedala Jennifer Vineyard iz MTV-ja. Mama Britney Spears, Lynne, je menila, da je originalni videospot neprimeren, saj naj bi vseboval preveč izredno seksualnega gradiva. Zaradi tega so dele videospota še pred izidom izbrisali. Alternativna verzija videospota je bila kasneje izdana na DVD-ju Britney Spears, Greatest Hits: My Prerogative. Jennifer Vineyard je menila, da je ta različica videospota »eno izmed del, v katerih Britney najbolje uporablja svoje telo, tako kot ga je pri prizorih z astronavtom v videospotu za pesem 'Oops!... I Did It Again' in pri odpiranju vrat v videospotu za pesem 'My Prerogative' in pri prizorih s fantom v videospotu za pesem 'Toxic'«.
Videospot je takoj ob izidu 2. marca 2001 postal največkrat predvajani videospot v MTV-jevi oddaji Total Request Live. Videospot se prične z Britney Spears in njenim fantom na viseči mreži. Vključeni so tudi prizori crkljanja z njeno simpatijo poleg ognja. Vidimo tudi ljubezenski prizor med njima na obali. Znotraj koče na obali Britney Spears fantu govori besede, ki si jih v resnici želi slišati sama. V drugi polovici videospota s fantom plezata po drevesu. V videospot so vključeni tudi videospoti, v katerih Britney Spears teče po plaži, medtem ko jo lovi njen fant. Britney Spears je v celotnem videospotu oblečena samo v bikini kopalke in par kratkih hlač. Videospot Britney Spears obravnava kot »najbolj smešen videospot, kar sem jih kdaj posnela.«

## Nastopi v živo
Britney Spears je pesem »Don't Let Me Be the Last to Know« prvič izvedla 8. marca 2000 na turneji Crazy 2k Tour v Pensacoli, Florida, kjer se je na odru pojavila sedeč na čarobni preprogi in med petjem pesmi lebdela nad občinstvom. Po izidu njenega drugega glasbenega albuma, Oops!... I Did It Again, je Britney Spears pesem izvedla v ameriških oddajah Total Request Live, Saturday Night Live in The View. Pesem je leta 2000 izvedla tudi v oddaji Oops!... I Did It Again World Tour. Potem, ko je izvedla pesem »Sometimes«, je zlezla na stopnišče in na kratko poklepetala z občinstvom, preden je začela nastopati s pesmijo, kjer je nosila belo obleko, prekrito s perjem. S pesmijo »Don't Let Me Be the Last to Know« je leta 2001 nastopila tudi na turneji Dream Within a Dream Tour. Nastop pesmi je bil sestavljen iz petja pesmi na zvišani ploščadi, kjer je bila Britney Spears oblečena v večerno obleko z umetnim snegom, ki je padal s stropa, medtem ko sta v ozadju plesala dva spremljevalna plesalca. Skoraj deset let kasneje, leta 2011, je Britney Spears pesem »Don't Let Me Be the Last to Know« izvedla na turneji Femme Fatale Tour. Med nastopom je Britney Spears sedela na gugalnici, pod njo pa so plesali moški plesalci.

## Seznam pesmi
| - Evropski CD s singlom 1 1. »Don't Let Me Be the Last to Know« – 3:50 2. »Don't Let Me Be the Last to Know« (radijski remix Hexa Hectorja) – 4:01 3. »Don't Let Me Be the Last to Know« (klubski remix Hexa Hectorja) – 10:12 4. »Stronger« (MacQuayleov remix) – 5:21 5. »Stronger« (Transformacija Pabla La Rose) – 7:21 - Evropski CD s singlom 2 1. »Don't Let Me Be the Last to Know« – 3:50 2. »Oops!... I Did It Again« (radijski remix Riprocka in Alexa G.-ja) 3. »Stronger« (MacQuayleov remix) | - Japonski CD s singlom 1. »Don't Let Me Be the Last to Know« – 3:50 2. »Don't Let Me Be the Last to Know« (radijski remix Hexa Hectorja) – 4:01 3. »Oops!... I Did It Again« (remix Rodneyja Jerkinsa) – 3:07 4. »Lucky« (radijski remix Jacka D. Elliotta) – 3:27 5. »Stronger« (vokalna verzija Miguel »Migsa«) – 3:42 6. »Oops!... I Did It Again« (Ospinina globoka verzija) – 3:24 7. »Oops!... I Did It Again« (inštrumentalno) – 3:30 - Dodatek k albumu The Singles Collection 1. »Don't Let Me Be the Last to Know« – 3:50 2. »Don't Let Me Be the Last to Know« (radijski remix Hexa Hectorja) – 4:01 |

## Ostali ustvarjalci
- Britney Spears – vokali
- Robert Lange – tekstopisec, producent
- Shania Twain – tekstopiska
- Keith Scott – tekstopisec
- Kevin Churko – programiranje
- Cory Churko – programiranje
- Richard Meyer – programiranje
- Nigel Green – remix
- Michel Gallone – asistent pri snemanju, inženir remixa
- Chris Trevett – vokalni inženir
- Paul Oliveira – asistent vokalnega inženirja

Vir:

## Dosežki

### Lestvice ob koncu tedna
| Lestvica (2001)                                            | Dosežek |
| ---------------------------------------------------------- | ------- |
| Avstrija (Ö3 Austria Top 75)                               | 7       |
| Belgija (Flandrija; Ultratop 50)                           | 13      |
| Belgija (Valonija; Ultratop 40)                            | 34      |
| Danska (Tracklisten)                                       | 14      |
| Evropa (European Hot 100 Singles)                          | 9       |
| Finska (Suomen virallinen lista)                           | 17      |
| Francija (SNEP)                                            | 27      |
| Irska (Irish Singles Chart)                                | 12      |
| Italija (FIMI)                                             | 22      |
| Nizozemska (Dutch Top 100)                                 | 21      |
| Norveška (VG-lista)                                        | 20      |
| Romunija (Romanian Top 100)                                | 1       |
| Švedska (Sverigetopplistan)                                | 12      |
| Švica (Media Control AG)                                   | 9       |
| Združeno kraljestvo (The Official Charts Company)          | 12      |
| Združene države Amerike (Billboard Bubbling Under Hot 100) | 12      |

|

### Lestvice ob koncu leta
| Država                      | Pozicija |
| --------------------------- | -------- |
| Romunija (Romanian Top 100) | 3        |

|}